# St. Laurentius (Wuppertal-Elberfeld)

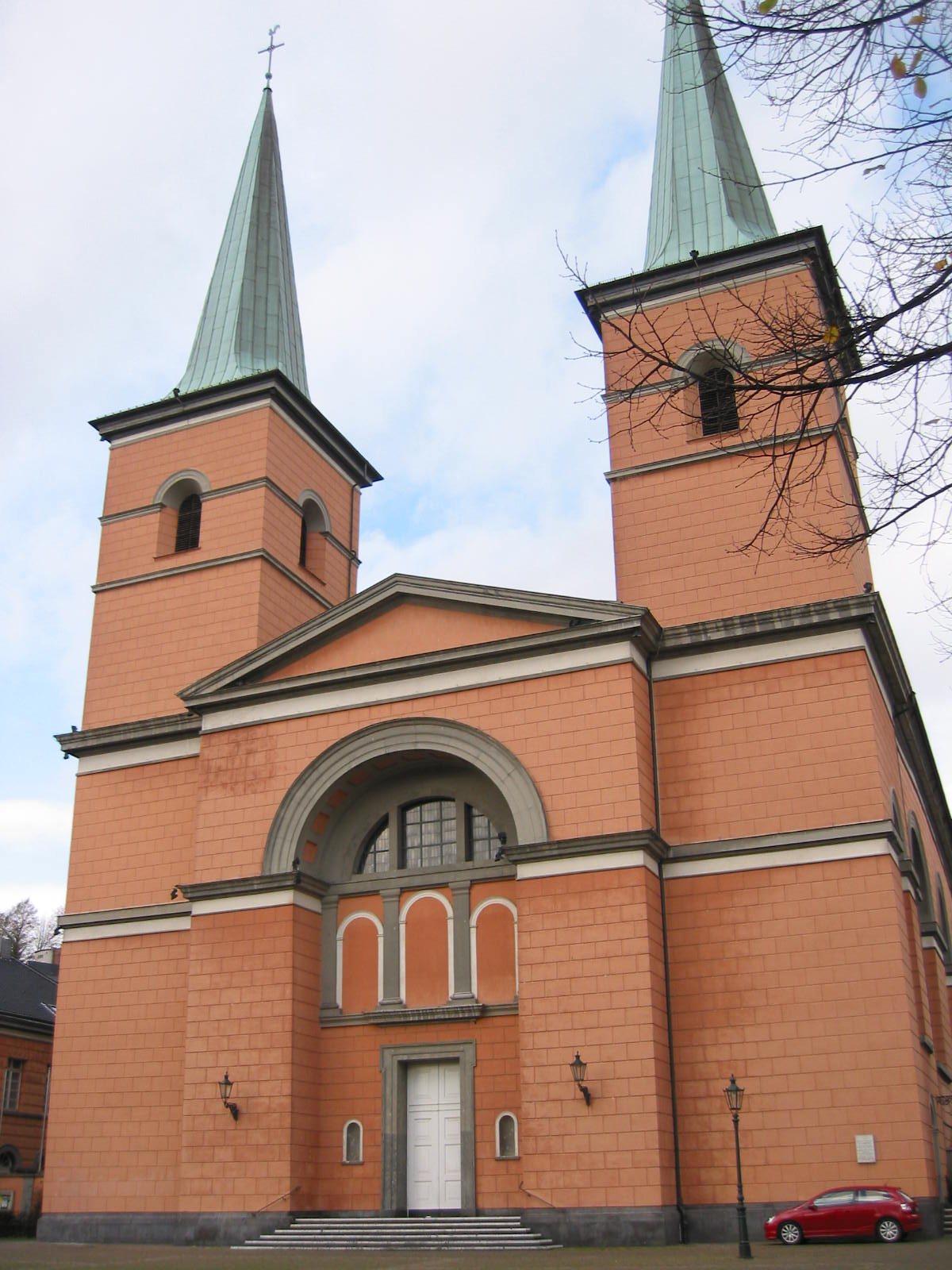
Ansicht der Kirche von Süden

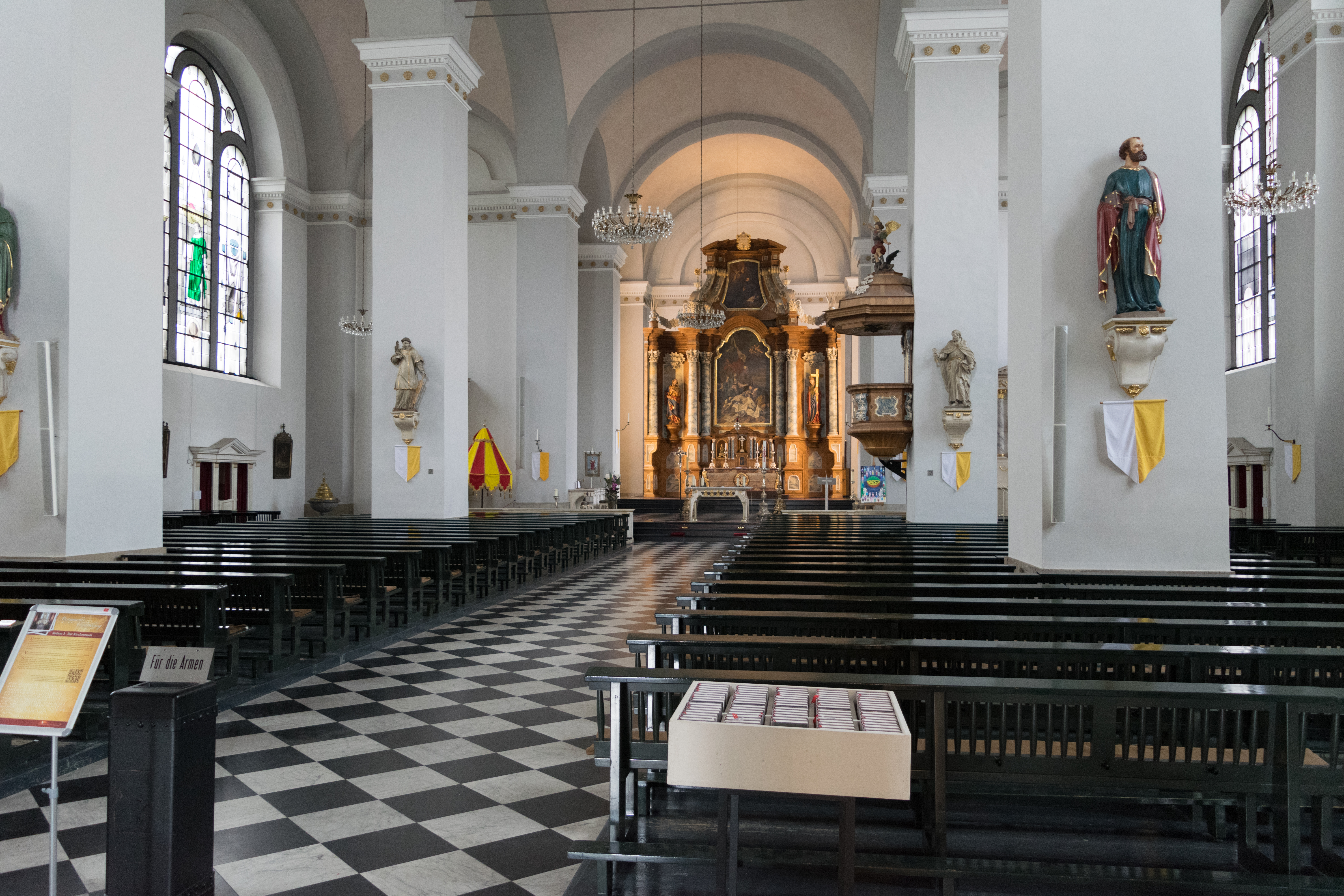
Innenraum

Die Basilika St. Laurentius in Elberfeld ist die 1835 fertiggestellte römisch-katholische Hauptkirche und der bedeutendste römisch-katholische Kirchenbau Wuppertals.

## Geschichte
Die St.-Laurentius-Kirche war nach einem Vorgängerbau am Turmhof die zweite römisch-katholische Kirche in Elberfeld nach der Reformation. Sie übernahm das Patrozinium des Elberfelder Stadtpatrons, des Hl. Laurentius, dem im Mittelalter die ursprüngliche Stadtkirche, die heutige Alte reformierte Kirche gewidmet gewesen war.
1828 erwarb die Gemeinde auf Initiative des Pfarrers Stephan Oberrhé das so genannte Osterfeld westlich der Stadt und begann die Planungen für den Bau einer neuen Kirche. Am 10. August 1828 wurde der Grundstein durch den Kölner Weihbischof Karl Adalbert Freiherr von Beyer gelegt. Aufgrund großer technischer und finanzieller Schwierigkeiten verzögerte sich die Bauzeit und die Kirche wurde erst am 8. November 1835 feierlich eröffnet. Die Kirchweihe erfolgte am 11. Juli 1847 durch den Erzbischof Johannes von Geissel.
Von Mai 1845 bis März 1849 war Adolph Kolping Kaplan in der Pfarrei. Ein Knochensplitter des Sozialreformers ist als Reliquie in einem Seitenaltar ausgestellt, eine Gedenktafel am Pfarrhaus erinnert an ihn.
Bei dem Luftangriff auf Elberfeld in der Nacht vom 24./25. Juni 1943 wurde die Kirche und ihre Einrichtung durch Brandbomben zerstört. Nach dem provisorischen Wiederaufbau durch die Gemeinde erfolgte mit dem Weihnachtsgottesdienst 1949 die Wiedereröffnung. Die endgültige Wiederherstellung zog sich bis 1974 hin.
Von 2007 bis 2009 wurde das Gewölbe saniert und die Kirche am 9. Mai 2009 durch Joachim Kardinal Meisner (Erzbischof von Köln) in einem Pontifikalamt wiedereröffnet.
Im Dezember 2013 wurde die St.-Laurentius-Kirche zur päpstlichen Basilica minor erhoben.

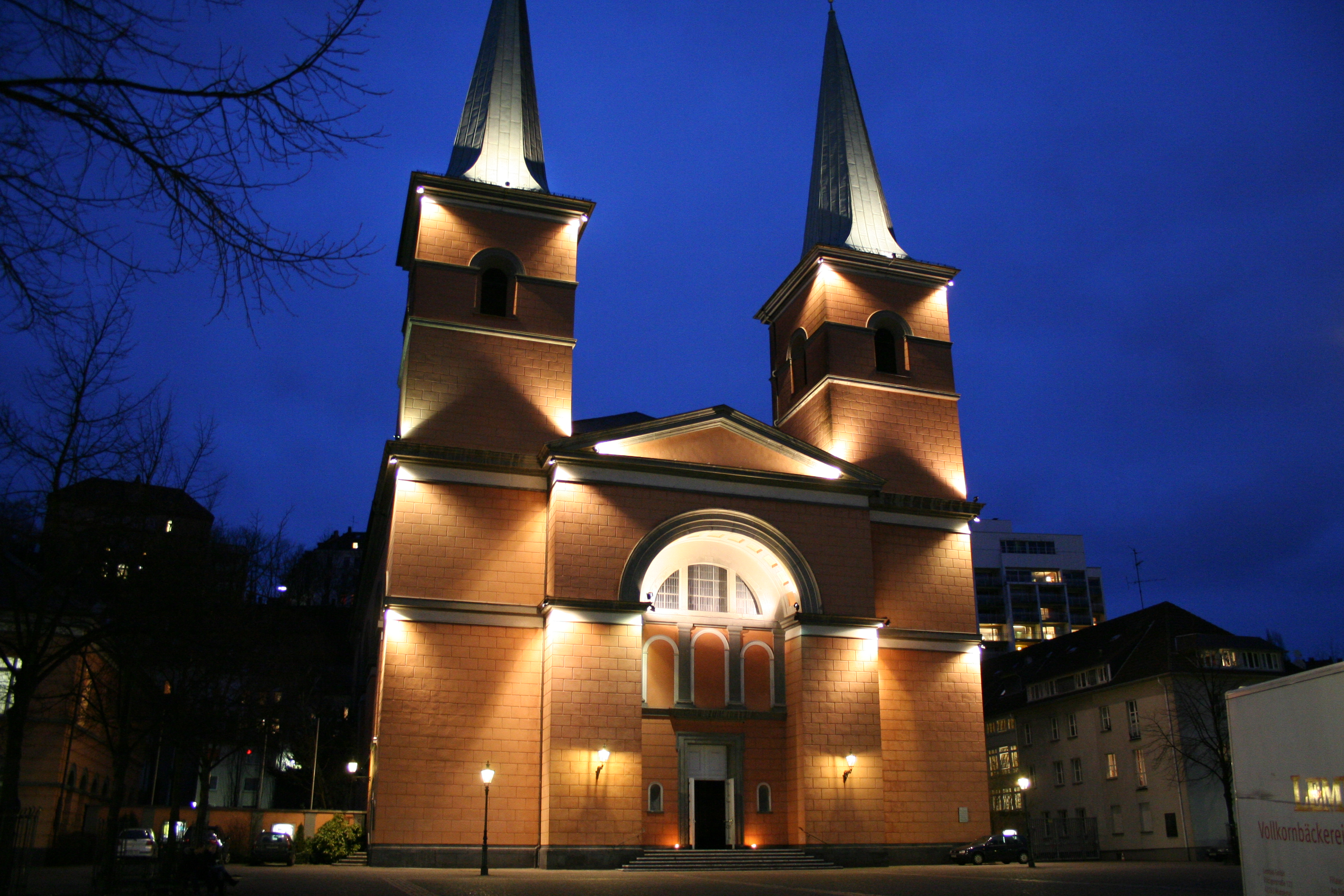
St. Laurentius bei Nacht
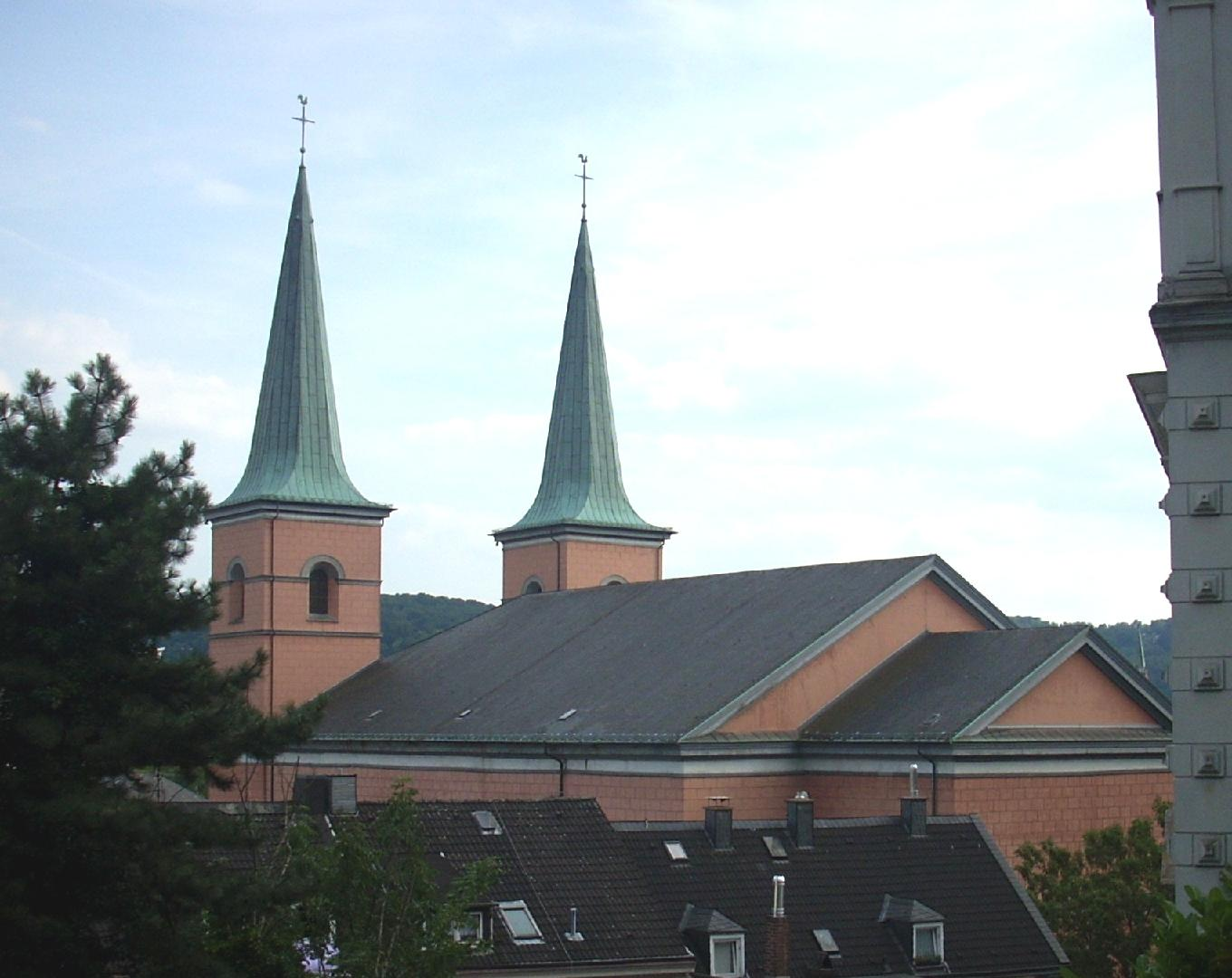
Nordostansicht über den Dächern

## Architektur
Die Kirche wurde 1828–1835 nach Plänen des Kirchenbaumeisters Adolph von Vagedes im Luisenviertel am Laurentiusplatz (damals „Königsplatz“) im klassizistischen Stil erbaut. Die Kirche wurde bewusst als städtebauliche Dominante an diesen prominenten Ort gesetzt und bildete das sichtbare Zentrum der ersten (teilweise) planmäßig angelegten Stadterweiterungen Elberfelds. Aufgrund der städtebaulichen Situation wählte man, abweichend von der üblichen Ausrichtung nach Osten eine Süd-Nord-Ausrichtung. Die Apsis des Chores liegt nach Norden, der Eingang nach Süden zum Platz hin (und orthogonal zur Friedrich-Ebert-Straße). Das Erscheinungsbild ist ganz auf die Repräsentation zum Platz ausgerichtet: Zwischen einer breiten, spitztürmigen Doppelturmfassade öffnet sich der leicht vorspringende Eingangsbau mit tiefer, tonnengewölbter Nische. Dort liegt, unter einem halbmondförmigen Fenster und einer Säulenordnung, das Portal.
Im Zweiten Weltkrieg erlitt das Bauwerk einige Schäden, diese wurden jedoch bis in die 1970er Jahre weitgehend behoben, als die Turmspitzen rekonstruiert wurden. Durch die Stadtsanierung des Luisenviertels in den 1980er Jahren wurden die Kirche und ihr Platz wieder zu einem Zentrum des Elberfelder Lebens. 1963 wurde die Pfarrkirche von Heinz Bienefeld restauriert.
Als Material wurde rosafarbener Sandstein gewählt, er wird durch weiße Gesimsbänder geziert. Die Türme besitzen nur im Glockengeschoss Fenster. Die hinteren Partien der Kirche sind einfach-kubisch gehalten. Rundbogenfenster belichten den Kirchenraum, der in einen rechteckigen Chor mündet.
Die repräsentative Erscheinung des Kirchenbaus zeigt, dass die katholische Gemeinde Elberfelds bereits in der ersten Hälfte des 19. Jahrhunderts gleichberechtigt in der ehemals reformierten Stadt auftreten konnte. Die Alte reformierte Kirche wurde in Größe, Höhe und Turmanzahl übertrumpft.

## Orgeln

### Hauptorgel

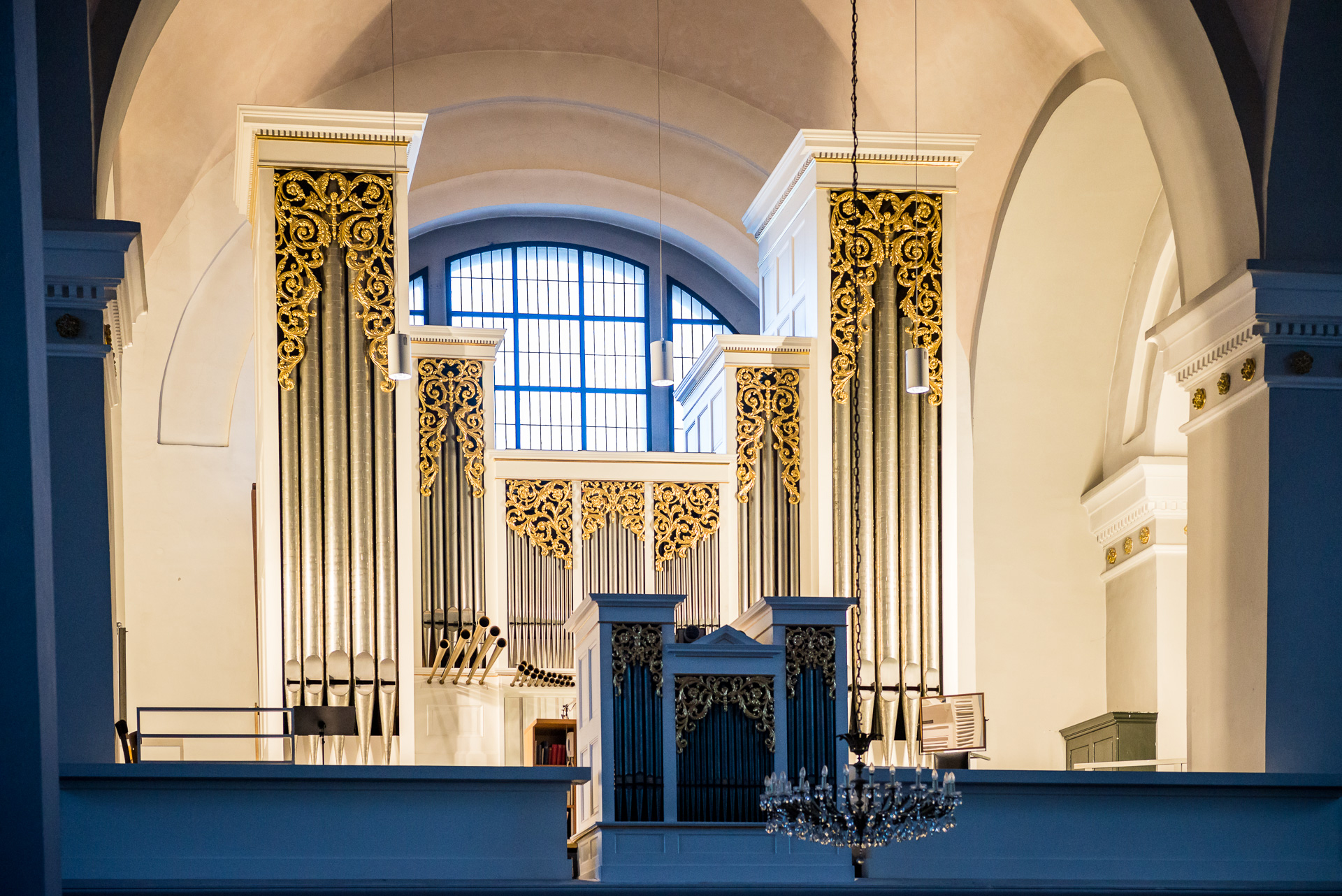
Prospekt der Seifert-Orgel

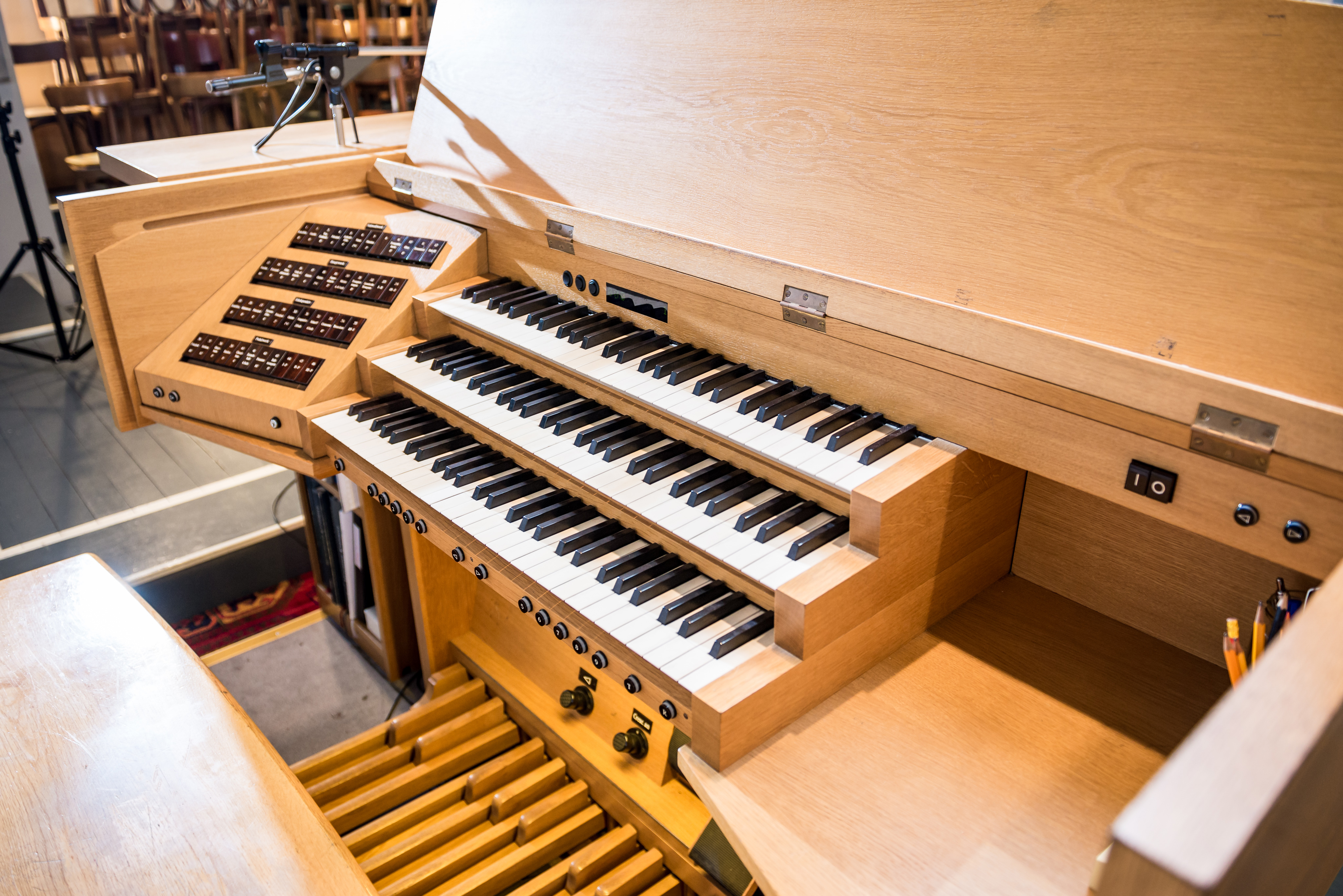
Spieltisch der Orgel

Die Hauptorgel der Laurentiuskirche wurde 1964 von Romanus Seifert aus Kevelaer erbaut. Das Instrument war eines der ersten nach dem Zweiten Weltkrieg, das Seifert wieder mit Schleifladen und mechanischer Spieltraktur baute. Trotz mehrerer Umbauten war die Technik jedoch nicht beständig, darum wurde die Orgel im Jahr 2003 mit einem neuen Spieltisch und neuen Trakturen ausgestattet.
Als die Orgel einige Jahre später wegen eines Neuaufbaus des Gewölbes abgebaut werden musste, nutzte die Gemeinde die Gelegenheit und ließ auch die klanglichen Mängel am Instrument beim Wiederaufbau beseitigen. Heute hat sie 35 klingende Register und eine Extension:
| I Rückpositiv C–g3 |                  |       |
| 1.                 | Hohlflöte        | 8′    |
| 2.                 | Quintatoen       | 8′    |
| 3.                 | Prinzipal        | 4′    |
| 4.                 | Traversflöte     | 4′    |
| 5.                 | Prinzipal        | 2′    |
| 6.                 | Quinte           | 1 ⁄3′ |
| 7.                 | Sesquialter II 0 | 2 ⁄3′ |
| 8.                 | Scharff III      |       |
| 9.                 | Cromorne         | 8′    |
|                    | Tremulant        |       |

| II Hauptwerk C–g3 |                    |        |
| 10.               | Bordun             | 16′    |
| 11.               | Prinzipal          | 08′    |
| 12.               | Flute Allemande    | 08′    |
| 13.               | Gambe              | 08′    |
| 14.               | Octave             | 04′    |
| 15.               | Quinte             | 02 ⁄3′ |
| 16.               | Superoctave        | 02′    |
| 17.               | Mixtur IV          |        |
| 18.               | Trompeta magna     | 08′    |
| 19.               | Spanische Trompete | 08′    |

| III Schwellwerk C–g3 |                        |       |
| 20.                  | Rohrflöte              | 8′    |
| 21.                  | Viola da Gamba         | 8′    |
| 22.                  | Vox coelestis          | 8′    |
| 23.                  | Prinzipal              | 4′    |
| 24.                  | Gedacktflöte           | 4′    |
| 25.                  | Nasard                 | 2 ⁄3′ |
| 26.                  | Flautino               | 2′    |
| 27.                  | Trompette harmonique 0 | 8′    |
| 28.                  | Oboe                   | 8′    |
|                      | Tremulant              |       |

| Pedal C–f1 |                  |     |
| 29.        | Prinzipalbass    | 16′ |
| 30.        | Subbass          | 16′ |
| 31.        | Octavbass        | 08′ |
| 32.        | Bordunbass       | 08′ |
| 33.        | Choralbass       | 04′ |
| 34.        | Hintersatz IV    |     |
| 35.        | Posaune          | 16′ |
| 36.        | Trompete         | 08′ |
|            | Extension Nr. 36 |     |

- Koppeln: I/II, III/I, III/II, I/P, II/P, III/P, Sub III durchkoppelnd
- Spielhilfen: 4000-fache elektronische Setzeranlage mit Sequenzer, Crescendowalze.

### Chororgel

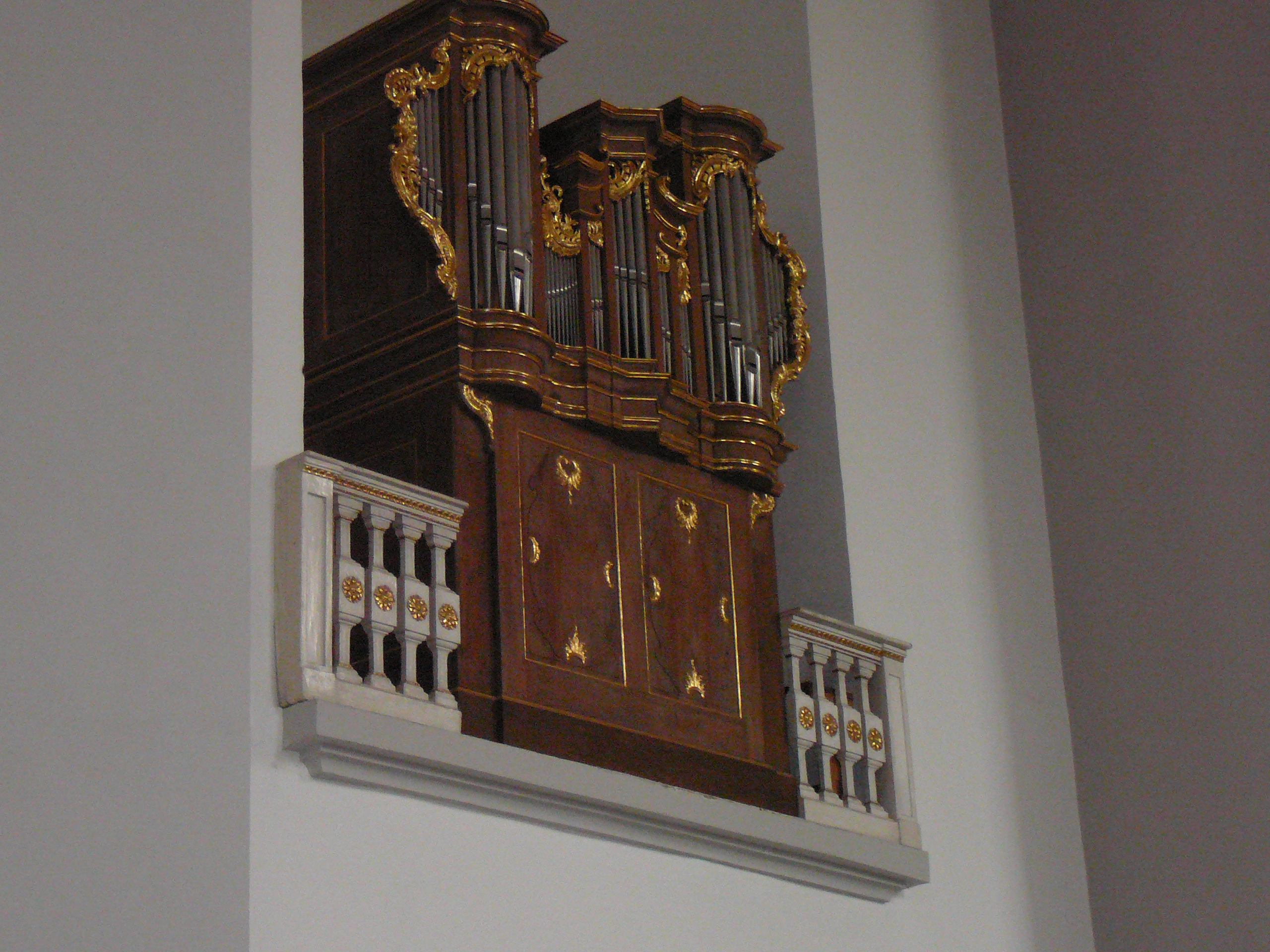
Chororgel

Die Orgel wurde von der Evangelische Kirche in Dönberg übernommen. Es war ursprünglich ein einmanualiges Instrument aus der Werkstatt Jacob Engelbert Teschemachers. Nach einigen Umbauten, Veränderungen und zuletzt einer umfangreichen Sanierung dient es seit 1982 hier als Chororgel. Die Disposition heute lautet:
| I Manual C–g3 |           |       |
| 1.            | Principal | 8′    |
| 2.            | Flöte     | 8′    |
| 3.            | Octave    | 4′    |
| 4.            | Quinte    | 2 ⁄3′ |
| 5.            | Schwiegel | 2′    |

| II Manual C–g3 |                  |    |
| 6.             | Salicional       | 8′ |
| 7.             | Lieblich Gedackt | 8′ |
| 8.             | Praestant        | 4′ |
| 9.             | Flöte            | 2′ |

| Pedal C–f1 |        |     |
| 10.        | Subbaß | 16′ |
| 11.        | Cello  | 8′  |

- Koppeln: II/I, I/P, II/P, Superoktavkoppel II/I

## Glocken
St. Laurentius hat in ihrem Westturm sieben Bronzeglocken, die das zahlmäßig größte Geläut in Wuppertal bilden. Die Glocken hängen in einem Stahlglockenstuhl an Stahljochen:
| Nummer | Name                    | Schlagton 1/16 | Gewicht (kg) | Gussjahr | Gießer                       |
| ------ | ----------------------- | -------------- | ------------ | -------- | ---------------------------- |
| I.     | St. Laurentius          | a°-6           | 4.200 kg     | 1882     | Petit & Edelbrock in Gescher |
| II.    | St. Franziskus Xaverius | c¹-4           | 2.400 kg     | 1959     | Petit & Edelbrock in Gescher |
| III.   | St. Petrus              | d¹+/-0         | 1.600 kg     | 1903     | Petit & Edelbrock in Gescher |
| IV.    | St. Michael             | e¹+/-0         | 1.180 kg     | 1953     | Petit & Edelbrock in Gescher |
| V.     | St. Suitbertus          | f¹+/-0         | 1.050 kg     | 1953     | Petit & Edelbrock in Gescher |
| VI.    | St. Marien              | g¹+/-0         | 660 kg       | 1953     | Petit & Edelbrock in Gescher |
| VII.   | St. Paulus              | a¹+/-0         | 430 kg       | 1959     | Petit & Edelbrock in Gescher |

## Pastoral und Seelsorge
St. Laurentius ist Sitz der gleichnamigen Pfarrgemeinde. Außerdem ist St. Laurentius ein Standort der katholischen Citykirche Wuppertal.